# Lucio Ardenzi

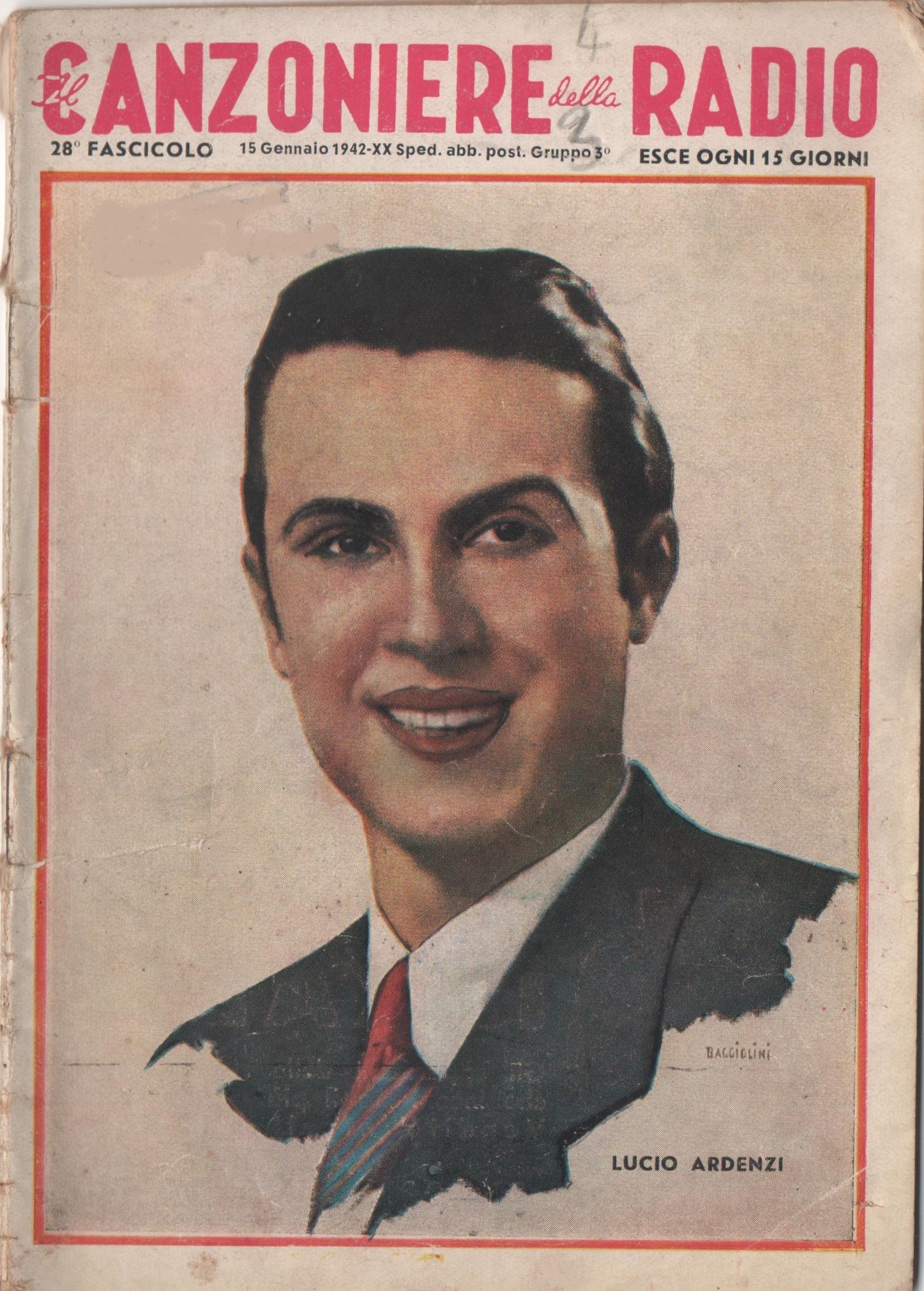
Lucio Ardenzi, raffigurato sul nr. 28 della rivista "Il Canzoniere della Radio" datato 15 gennaio 1942

Lucio Ardenzi, nome d'arte di Lucio Minunni (Roma, 14 agosto 1922 – Roma, 2 luglio 2002), è stato un cantante, attore, regista e imprenditore italiano.

## Biografia
Il primo successo lo ottenne negli anni quaranta del novecento quando presentò ai microfoni dell'EIAR la canzone "Ombretta", accompagnato dall'Orchestra Angelini.
Dopo la seconda guerra mondiale divenne un noto impresario teatrale e talent scout, lanciando, fra l'altro, celebri coppie come Giorgio Albertazzi-Anna Proclemer e Paolo Stoppa-Rina Morelli.
Nel 1955 organizzò una tournée nell'America del Sud - Brasile, Argentina, Uruguay - con l'appoggio del Ministero dello Spettacolo. Fra i partecipanti attori del calibro di Luigi Vannucchi, Anna Proclemer, Giorgio Albertazzi, Renzo Ricci, Eva Magni, Tino Buazzelli, Glauco Mauri, Davide Montemurri, Franca Nuti e Bianca Toccafondi. A parte il Re Lear di Shakespeare, che vedeva riuniti nello stesso spettacolo tutti gli attori principali della compagnia, il repertorio era tutto italiano: Corruzione al Palazzo di giustizia di Ugo Betti, Beatrice Cenci di Alberto Moravia in prima mondiale, Il seduttore di Diego Fabbri.
Figura di primo piano dell'AGIS circa sei mesi prima del decesso era stato nominato presidente dell'Ente Teatrale Italiano.
Ardenzi morì a Roma il 2 luglio 2002, all'età di 79 anni, al Policlinico Gemelli dopo una breve malattia per complicazioni epatiche.

## Vita privata
Si sposò nel 1960 con la cantante Ornella Vanoni, dalla quale si separò nel 1965 e che gli diede nel 1962 il figlio Cristiano. Si risposa qualche anno dopo con Erina Torelli che nel 1969 gli diede la secondogenita Francesca che, una volta adulta, affiancò il padre alla conduzione della società di produzione teatrale PLEXUS T.

## Filmografia
- Al piacere di rivederla, regia di Marco Leto, 1976
- L'altra metà del cielo, regia di Franco Rossi, 1977
- Ciao marziano, regia di Pier Francesco Pingitore, 1980

## Teatrografia parziale
- La figlia di Jorio con Anna Proclemer
- Un cappello pieno di pioggia con Giorgio Albertazzi
- Requiem per una monaca di William Faulkner
- I sequestrati di Altona di Sartre
- Beatrice Cenci di Alberto Moravia
- Lavinia tra i dannati di Carlo Terron
- I coccodrilli
- Mare e whisky
- Veronica e gli ospiti
- Il seduttore di Diego Fabbri
- Il sindaco del rione Sanità di Eduardo De Filippo

## Discografia
- 1941 - Alida (Di Ceglie - Tettoni); orchestra diretta dal Maestro Cinico Angelini. Supporto 78 giri Cetra, N. catalogo DD10000.
- 1941 - Ho rubato una stella (Strappini - Morbelli); orchestra da ballo dell'EIAR diretta dal Maestro Cinico Angelini. Supporto 78 giri Cetra, N. di catalogo DD10023.
- 1941 - Non so chi è (Medini-De Vera-Sacchi); orchestra diretta dal Maestro Cinico Angelini. Supporto 78 giri Cetra, N. di catalogo DD10068.
- 1941 - Ombretta (Gallazzi); orchestra diretta dal Maestro Cinico Angelini. Edizioni: Gallazzi. Supporto 78 giri Cetra, N. di catalogo DC4084.